# Анікка Олбрайт
Трейс Ердіт Аллен, відома як А́нікка О́лбрайт (англ. Anikka Albrite; нар. 7 серпня 1988 року, Денвер, Колорадо, США) — американська порноакторка, модель та кінорежисерка.

## Кар'єра
Має чеське, французьке, німецьке та данське походження. Працювала у клініці здоров'я та промо-моделлю. 
Почала зніматись у порнофільмах 2011 року. 2013 року таблоїд «LA Weekly» включив її до списку «10 порнозірок, які можуть стати наступною Дженною Джеймсон» (англ. 10 Porn Stars Who Could Be the Next Jenna Jameson). Вона також була включена до списку CNBC найпопулярніших порноакторок «The Dirty Dozen: Porn's Most Popular Stars».

## Нагороди та номінації
| Рік  | Церемонія        | Результат                                                   | Нагорода | Робота                                     |
| ---- | ---------------- | ----------------------------------------------------------- | --- | ------------------------------------------ |
| 2012 | Urban X Award    | Номінація                                                   | Best Couple Sex Scene (з Джастіном Слеєром) | Booty I Like 8                             |
| 2013 | AEBN VOD Award   | Перемога                                                    | Best Newcomer | Н/Д                                        |
| 2013 | AVN Award        | Номінація                                                   | Best New Starlet | Н/Д                                        |
| 2013 | AVN Award        | Номінація                                                   | Best POV Sex Scene (з Еріком Евергардом) | Eye Fucked Them All                        |
| 2013 | AVN Award        | Номінація                                                   | Best Tease Performance (з Джадою Стівенс) | Jada Stevens Is Buttwoman                  |
| 2013 | AVN Award        | Номінація                                                   | Best Three-Way Sex Scene (G/G/B) (з Джадою Стівенс і Еріком Евергардом) | Jada Stevens Is Buttwoman                  |
| 2013 | NightMoves Award | Перемога                                                    | Best New Starlet (Fan's Choice) | Н/Д                                        |
| 2013 | XBIZ Award       | Номінація                                                   | Best New Starlet | Н/Д                                        |
| 2013 | XRCO Award       | Номінація                                                   | New Starlet | Н/Д                                        |
| 2014 | AVN Award        | Номінація                                                   | Best Actress | OMG… It's the Leaving Las Vegas XXX Parody |
| 2014 | AVN Award        | Перемога                                                    | Best Anal Sex Scene (з Міком Блю) | Anikka                                     |
| 2014 | AVN Award        | Номінація                                                   | Best Boy/Girl Sex Scene (з Мануелем Феррарою) | Top Bottoms                                |
| 2014 | AVN Award        | Номінація                                                   | Best Group Sex Scene (з Крісті Мак, Келлі Медісон, Кендрою Ласт, Бруклін Чейс, Джекі Джоєм, Ромі Рейном і Раяном Медісоном) | The Madison's Mad Mad Circus               |
| 2014 | AVN Award        | Номінація                                                   | Best Group Sex Scene (з Ешлі Фаєрс, Ремі Лакруа, Райлі Рід, Ділліоном Гарпером, Мішею Брукс і Мануелем Феррарою) | Manuel Ferrara's Reverse Gangbang          |
| 2014 | AVN Award        | Номінація                                                   | Best Oral Sex Scene (з Райлі Рід) | American Cocksucking Sluts 3               |
| 2014 | AVN Award        | Номінація                                                   | Best POV Sex Scene (з Міком Блю) | Eye Candy                                  |
| 2014 | AVN Award        | Номінація                                                   | Best Solo Sex Scene | I Love Big Toys 36                         |
| 2014 | AVN Award        | Перемога                                                    | Best Tease Performance | Anikka                                     |
| 2014 | AVN Award        | Перемога                                                    | Best Three-Way Sex Scene — B/B/G (з Джеймсом Діном і Рамоном Номаром) | Anikka                                     |
| 2014 | AVN Award        | Номінація                                                   | Best Three-Way Sex Scene — G/G/B (з Медді О'Райлі та Куртом Локвудом) | Not The Wizard of Oz XXX                   |
| 2014 | AVN Award        | Номінація                                                   | Best Three-Way Sex Scene — G/G/B (з Самантою Сенйт і Міком Блю) | Samantha Saint is Completely Wicked        |
| 2014 | AVN Award        | Номінація                                                   | Female Performer of the Year | Н/Д                                        |
| 2014 | XBIZ Award       | Номінація                                                   | Female Performer of the Year | Н/Д                                        |
| 2014 | XBIZ Award       | Номінація                                                   | Best Supporting Actress | Not the Wizard of Oz XXX                   |
| 2014 | XBIZ Award       | Номінація                                                   | Best Scene — Parody Release (з Медді О'Райлі та Куртом Локвудом) | Not the Wizard of Oz XXX                   |
| 2014 | XBIZ Award       | Номінація                                                   | Best Scene — Non-Feature Release (з Міком Блю) | Anikka                                     |
| 2015 | AVN Award        | Номінація                                                   | Best Actress | Untamed Heart                              |
| 2015 | AVN Award        | Перемога                                                    | Best All-Girl Group Sex Scene (з Дені Деніелс і Карлі Монтаною) | Anikka 2                                   |
| 2015 | AVN Award        | Перемога                                                    | Best Double Penetration Sex Scene (з Міком Блю та Еріком Евергардом) | Anikka 2                                   |
| 2015 | AVN Award        | Перемога                                                    | Best Solo/Tease Performance (з Дені Деніелс і Карлі Монтаною) | Anikka 2                                   |
| 2015 | AVN Award        | Номінація                                                   | Best All-Girl Group Sex Scene (з Картер Круз, Даною Деармонд, Сарою Лавв, Мариною Ейнджел та Кеті Паркер) | Twisted Fate                               |
| 2015 | AVN Award        | Номінація                                                   | Best Boy/Girl Sex Scene (з Джеймсом Діном) | Voracious: Season 2 Volume 1               |
| 2015 | AVN Award        | Номінація                                                   | Best Group Sex Scene (з Lola Reve, Брфтнф Ембер, Lola Foxx, Dahlia Sky, Abby Cross, Romi Rain, Alina Li, Kush Kush, Tommy Gunn, Coco, Toni Ribas, Mick Blue, Alan Stafford, Keni Styles, Bill Bailey, Giovanni Francesco, Karlo Karrera & Richie Calhoun) | Orgy Initiation of Lola                    |
| 2015 | AVN Award        | Номінація                                                   | Best POV Sex Scene (з Mr. Pete) | Mr. Pete's POV 2                           |
| 2015 | AVN Award        | Перемога                                                    | Best Three-Way Sex Scene — Girl/Girl/Boy (з Дені Деніелс та Робом Пайпером) | Dani Daniels Deeper                        |
| 2015 | AVN Award        | Перемога                                                    | Виконавиця року | Н/Д                                        |
| 2015 | AVN Award        | Номінація                                                   | Most Outrageous Sex Scene (із Зої Монро) | Cream Dreams 2                             |
| 2015 | XBIZ Award       | Перемога                                                    | Female Performer of the Year | Н/Д                                        |
| 2015 | XBIZ Award       | Номінація                                                   | Best Actress — Couples-Themed Release | Untamed Heart                              |
| 2015 | XBIZ Award       | Перемога                                                    | Best Scene — Couples-Themed Release (з Томмі Ганном) | Untamed Heart                              |
| 2015 | XBIZ Award       | Номінація                                                   | Best Actress — All-Girl Release | Twisted Fate: A Lesbian Feature            |
| 2015 | XBIZ Award       | Номінація                                                   | Best Scene — Parody Release (з Майклом Вегасом) | Sleeping Beauty XXX: An Axel Braun Parody  |
| 2016 | AVN Award        | Перемога                                                    | Best All-Girl Group Sex Scene (з Алексіс Тексіс та Енджелою Вайт) | Angela 2                                   |
| 2016 | AVN Award        | Номінація                                                   | Best All-Girl Group Sex Scene (з Аною Фокс, Еш Голлівуд, Дені Деніелс, Кейшою Грей, Лексі Белл, Медді О'Райлі, Мерседес Каррерою та Раяном Раянсом) | Sisterhood                                 |
| 2016 | AVN Award        | Номінація                                                   | Best Anal Sex Scene (з Майком Адріано) | Banging Beauties                           |
| 2016 | AVN Award        | Номінація                                                   | Best Double Penetration Sex Scene (з Мануелем Феррарою та Стівом Голмсом) | Ass Worship 16                             |
| 2016 | AVN Award        | Номінація                                                   | Best Group Sex Scene (з Адріаною Чечик, Картер Круз, Далією Скай, Міком Блю та Скін Даймонд) | Mick Blue Is One Lucky Bastard             |
| 2016 | AVN Award        | Номінація                                                   | Best Supporting Actress | The Turning                                |
| 2016 | AVN Award        | Номінація                                                   | Best Three-Way Sex Scene — Boy/Boy/Girl (з Крісом Строуксом та Майком Адріано) | Phat Ass White Girls 12                    |
| 2016 | AVN Award        | Перемога                                                    | Best Three-Way Sex Scene — Girl/Girl/Boy (з Міком Блю та Валентиною Наппі) | Anikka's Anal Sluts                        |
| 2016 | AVN Award        | Номінація                                                   | Акторка року | Н/Д                                        |
| 2016 | XBIZ Award       |                                                             | |                                            |
| 2016 | Номінація        | Акторка року                                                | Н/Д |                                            |
| 2016 | Номінація        | Best Supporting Actress                                     | Wanted |                                            |
| 2016 | Номінація        | Best Sex Scene — All-Sex Release (з Міком Блю та Вікі Чейз) | Anikka's Anal Sluts |                                            |